# Friedrich Konrad Beilstein
Friedrich Konrad Beilstein, oroszul Fjodor Fjdorovics Bejlstejn (Szentpétervár, 1838. február 17. - Szentpétervár, 1906. október 18.) német származású orosz kémikus.

## Életpályája
Különböző német egyetemeken tanult (Heidelberg, München, Göttingen). 1858-ban szerzett doktorátust. 1866-ban a szentpétervári Technológiai Intézetben a kémia rendes tanára lett. Ekkoriban szervetlen kémiával foglalkozott, majd 1872 és 1896 között a szerves kémia professzora volt. Róla nevezték el 1872-ben a Beilstein-próbát, amely a szerves halogénvegyületek kimutatására szolgál. Beilstein kezdetben a murexiddel, később az izoméria kérdéseivel foglalkozott, különösen a Kekulé-féle benzolszerkezet kísérleti alátámasztásával. Ipari kutatásai az anilinfestékkel, az aromás vegyületekkel, valamint a bakui kőolajjal voltak kapcsolatban. 1883-ban a Szentpétervári Akadémia tagjává választották. 1896-ban vonult nyugalomba. Életének utolsó éveit Svájcban és Németországban töltötte.

## Fő műve
- A szerves kémia addigi eredményeit összefoglaló  Handbuch der organischen Chemie című nagy munkája  1881 és 1883 között jelent meg, 4 kötetben. A mű későbbi kiadása 4 kötetben 67.083 vegyület leírását tartalmazta.